# Megszüntetési záradék
A megszüntetési záradék egy törvény azon rendelkezése, mely szerint a törvény egy adott napon automatikusan hatályát veszti, feltéve, hogy ezen nap előtt a záradékban szereplő dátumot nem változtatták meg vagy nem hoztak egy másik, azonos tartalmú törvényt. A záradékban szereplő dátum előtt a törvény visszavonható vagy (gyakran egyszerűsített eljárásban) módosítható. A legtöbb törvény nem rendelkezik megszüntetési záradékkal, ezért határozatlan ideig hatályos marad.

## Eredete
Gyökerei a római jogig nyúlnak vissza: a Római Köztársaságban a szenátus felhatalmazása különleges adók kivetésére, illetve katonai egységek irányítására időben és térben is korlátozott volt. A mögötte meghúzódó alapelv számos egyéb jogi területen is megnyilvánult, később a Corpus Iuris Civilisben is kodifikálták (10, 61, 1).

## Példák

### A mai magyar jogban
A hatályos alkotmány szerint a kormány veszélyhelyzetben alkotott rendeletei tizenöt napig maradnak hatályban, kivéve, ha a kormány – az Országgyűlés felhatalmazása alapján – a rendelet hatályát meghosszabbítja.

### Az Európai Unióban
Az Európai Uniót megalapozó Európai Szén- és Acélközösség létrehozásáról szóló szerződést 1952-ben 50 évre kötötték.

### Az Egyesült Államokban
A 2001-ben alkotott Patriot Act számos lehallgatásra vonatkozó része eredetileg 2005 végén hatályát vesztette volna, de időközben többször meghosszabbították őket.

## Fordítás
- Ez a szócikk részben vagy egészben  az   Auslaufklausel_(Recht) című német Wikipédia-szócikk ezen változatának fordításán alapul.  Az eredeti cikk szerkesztőit annak laptörténete sorolja fel. Ez a jelzés csupán a megfogalmazás eredetét és a szerzői jogokat jelzi, nem szolgál a cikkben szereplő információk forrásmegjelöléseként.
- Ez a szócikk részben vagy egészben  a   Sunset_provision című angol Wikipédia-szócikk ezen változatának fordításán alapul.  Az eredeti cikk szerkesztőit annak laptörténete sorolja fel. Ez a jelzés csupán a megfogalmazás eredetét és a szerzői jogokat jelzi, nem szolgál a cikkben szereplő információk forrásmegjelöléseként.